# Tanchuanoleberis
Tanchuanoleberis is een geslacht van kreeftachtigen uit de klasse van de Ostracoda (mosselkreeftjes).

## Soorten
- Tanchuanoleberis chienchin Hu & Tao, 2008
- Tanchuanoleberis cordata Hu & Tao, 2008
- Tanchuanoleberis menishihia Hu & Tao, 2008
- Tanchuanoleberis pseudodemokrace Hu & Tao, 2008